# Аудиоредактор
Аудиореда́ктор (волново́й реда́ктор) — программа для редактирования звуковой информации в цифровом представлении (цифровой звукозаписи). Является основным программным компонентом цифровой звуковой рабочей станции.
Аудиоредакторы используются для записи музыкальных композиций, подготовки фонограмм для радио, теле и интернет-вещания, озвучивания фильмов и компьютерных игр, реставрации старых фонограмм (предварительно оцифрованных), акустического анализа речи. Аудиоредакторами профессионально пользуются звукоинженеры, звукооператоры, звукорежиссёры.

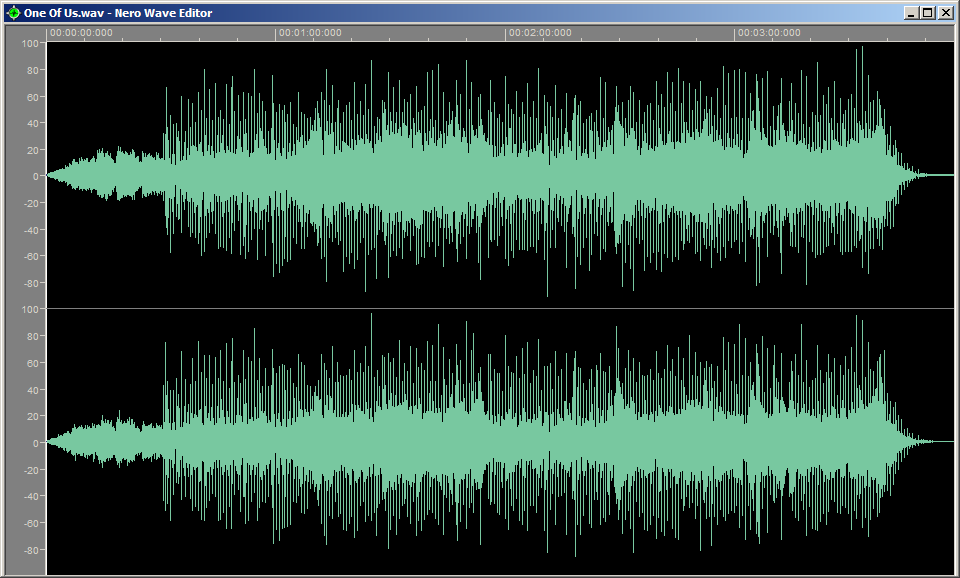
Пример волновой формы стереозаписи в аудиоредакторе

Функции аудиоредакторов могут отличаться в зависимости от их предназначения. Самые простые из них, зачастую свободно распространяемые, имеют ограниченные возможности по редактированию звука и минимальное количество поддерживаемых аудиоформатов. Профессиональные пакеты могут включать многодорожечную запись, поддержку профессиональных звуковых плат, синхронизацию с видео, расширенный набор кодеков, огромное количество эффектов как внутренних, так и подключаемых — плагинов.

## Отображение звукового сигнала
Звуковые данные графически представляются в виде последовательности отсчетов, которые объединены одной огибающей, соответствующей амплитуде звукового сигнала, называемой сигналограммой (или волновой формой). Окно программы с графическим изображением такой сигналограммы называется треком или звуковой дорожкой. Обычно редакторы позволяют изменять масштаб отображения дорожки, с возможностью менять как временное разрешение (горизонтальная ось), так и разрешение амплитуды звука (вертикальная ось). Наиболее продвинутые редакторы позволяют просматривать и изменять данные с точностью до одного отсчета. Также возможно представление звуковой дорожки в виде спектрограммы. В таком случае по вертикальной оси откладывается частота сигнала в Герцах, а интенсивностью или цветом отображается амплитуда сигнала. Подобное представление сигнала удобно для определения провала в частотном диапазоне, например для выявления последствий сжатия файла.

## Запись и воспроизведение
Первые аудиоредакторы поддерживали запись, редактирование и воспроизведение только одной стереодорожки, то есть содержали две монодорожки с сигналами левого и правого каналов фонограммы. Но развитие мощностей ПК позволило производить одновременную запись сразу с нескольких входов многоканальной звуковой платы. Такие редакторы называются многодорожечными. При последующем воспроизведении в таком редакторе возможно производить сведение нескольких звуковых дорожек в одну моно или стереодорожку, или создавать многоканальную фонограмму, например, с целью подготовки сопровождения к кинофильму с объёмным звуком. Также одной из функций может быть подготовка и запись CD, DVD-Audio.
В основном в аудиоредакторе запись ведется без сжатия аудиоданных, для сохранения максимального качества звука. Однако, существуют программы, позволяющие производить запись со сжатием «на лету», для экономии места носителя или устранения лишних операций.
Помимо возможности записи с внешних источников, как правило, в аудиоредакторе имеется встроенный генератор простейших тонов, различных видов шума (например, белого и других цветовых шумов) и тишины.

## Преобразование звука
Основное предназначение аудиоредактора — это преобразование аудиосигнала. Большинство видов преобразований звука пришли из эры аналоговой звукозаписи, однако некоторые из них стали возможны только с применением цифрового представления аудиоданных.
Наиболее распространёнными являются:
- преобразование амплитуды:
  - усиление
  - изменение динамического диапазона
  - микширование
  - нормализация
  - панорамирование
- эффекты, основанные на задержке звука:
  - хорус
  - задержка
  - эффект эха
  - реверберация
  - фланжер
- фильтрация звукового сигнала:
  - графические и параметрические эквалайзеры
  - фильтры
- реставрация звукового сигнала:
  - шумоподавление
  - подавление щелчков в записях с пластинок
  - восстановление «клиппованного» сигнала
- изменение высоты тона или длительности звучания
- закольцовывание фрагмента

Как правило, функции аудиоредактора возможно расширить, благодаря использованию подключаемых модулей — плагинов. Они могут содержать один или несколько эффектов и превосходить по качеству обработки или количеству настраиваемых параметров встроенные инструменты обработки.

## Анализ звука
Для анализа звука могут применяться различные средства: анализатор спектра, измеритель уровня звука, индикатор фазы.

## Интеграция с MIDI
Некоторые аудиоредакторы могут использоваться совместно с синтезаторами, поддерживающими интерфейс MIDI для создания и редактирования образцов звуков. С помощью интерфейса MIDI образцы звуков могут перемещаться из памяти синтезатора в аудиоредактор и обратно. Также возможно включать воспроизведение звука в редакторе по команде, посылаемой через интерфейс MIDI.